# Edgar Savisaar
Edgar Savisaar, né le 31 mai 1950 à Harku (RSS d'Estonie, URSS) et mort le 29 décembre 2022 à Tallinn, est un homme d'État estonien, membre du Parti du centre (EK), premier chef de gouvernement de l’Estonie après l’indépendance de ce pays de l’Union soviétique en 1990.

## Biographie
Edgar Savisaar est Premier ministre d'Estonie de 1990 à 1992 puis ministre de l'Économie et maire de Tallinn de 2007 à 2015.
Le 26 mars 2012, il annonce que Tallinn va devenir la première capitale européenne à instaurer la gratuité dans les transports en commun publics à partir du 1er janvier 2013.
Le 22 septembre 2015, il est interpellé et inculpé dans le cadre d'une affaire de corruption, pour avoir reçu des pots-de-vin à plusieurs reprises. Il doit alors quitter ses fonctions de maire de la capitale.
Il meurt le 29 décembre 2022.

## Prix et récompenses
- 2001 Ordre du Blason national de deuxième classe
- 2006 Ordre du Blason national de première classe